# شوقي السعيد
 شوقي السعيد (مواليد 1 يناير 1987) هو لاعب كرة قدم مصري يلعب لنادي العربي الكويتي بعد انتقاله إليه من صفوف الزمالك. عندما جاء إلى نادي الزمالك لعب مباريتين أمام ناديه السابق الإسماعيلى وفاز الزمالك بنتيجة 4–0 ثم التقى إلى النهائي أمام الأهلي وانتهت المباراة بفوز الزمالك بنتيجة 3–1.

## الإنجازات
الزمالك
- كأس مصر:
  - البطل (1): 2016[1]

## روابط خارجية
- شوقي السعيد على موقع قاعدة بيانات كرة القدم.إي يو (الإنجليزية)
- شوقي السعيد على موقع ناشيونال فوتبول تيمز (الإنجليزية)
- شوقي السعيد على موقع Soccerway.com (الإنجليزية)